# Año Internacional de la Física
2005 fue proclamado Año Internacional de la Física por la Asamblea General de las Naciones Unidas mediante la resolución A/RES/58/293, aprobada el 10 de junio de 2004. La iniciativa fue impulsada por la Organización de las Naciones Unidas para la Educación, la Ciencia y la Cultura (UNESCO) con el objetivo de resaltar la importancia de la física en la comprensión de la naturaleza y su papel en el desarrollo tecnológico y científico. La conmemoración coincidió con el centenario de los descubrimientos científicos de Albert Einstein en 1905, conocidos como el "Annus Mirabilis", que sentaron las bases de la física moderna. Durante ese año, Einstein publicó cuatro artículos fundamentales sobre el efecto fotoeléctrico, el movimiento browniano, la relatividad especial y la famosa ecuación E=mc².
Además de la ONU y la UNESCO, organizaciones científicas internacionales como la Sociedad Americana de Física (APS) y la Sociedad Europea de Física (EPS) apoyaron activamente la celebración y la organización de eventos en distintas partes del mundo.

## Actividades y alcance
A lo largo de 2005, se llevaron a cabo múltiples actividades en todo el mundo con la participación de sociedades científicas, instituciones académicas y organismos internacionales. La UNESCO coordinó la celebración en colaboración con diversas organizaciones y países, promoviendo la enseñanza de la física y su impacto en la sociedad. Se realizaron conferencias, exposiciones, eventos educativos y divulgativos con la finalidad de fortalecer el interés por la física en distintos niveles educativos, especialmente en los países en desarrollo.
Entre los eventos más destacados estuvo el simposio Physics for Tomorrow, organizado por la UNESCO en París, que reunió a científicos de renombre para debatir sobre el futuro de la física y su impacto en la sociedad. También se realizaron programas educativos para estudiantes y actividades interactivas en museos y centros de ciencia para acercar la física al público general.
El financiamiento de las actividades provino de diversas fuentes, incluyendo contribuciones voluntarias de gobiernos, instituciones académicas y organizaciones privadas. La comunidad científica utilizó este año como una plataforma para sensibilizar sobre la necesidad de inversión en investigación y educación en física, con el fin de garantizar avances tecnológicos sostenibles y fomentar el desarrollo de infraestructura científica.